# 黎澍 (1912年)
黎澍（1912年2月7日—1988年12月9日），男，湖南醴陵人，中国历史学家，曾任中国社会科学院近代史研究所副所长、《歷史研究》主编、中国史学会会长、中国现代史学会会长等职。1984年，黎澍在《历史研究》上发表文章《论历史的创造及其他》，1986年7月30日在《光明日报》上发表章《再论历史的创造及其他》，指陈“人民群众是历史的创造者”之说的来历、其粗疏之处以及向来所导致的错误行为，促使中国学术界就该观点是否来源于马克思的思想展开讨论，结果之一是使中国马克思主义学术界对该史观做出了某种“重新论证”。